# Wissenskultur (Soziologie)
Dieser Artikel wurde auf der Qualitätssicherungsseite des Portals Soziologie eingetragen. Dies geschieht, um die Qualität der Artikel aus dem Themengebiet Soziologie auf ein akzeptables Niveau zu bringen. Hilf mit, die inhaltlichen Mängel dieses Artikels zu beseitigen, und beteilige dich an der Diskussion. (Artikel eintragen)
Die Wissenskultur einer Gesellschaft prägt den Umgang ihrer Elite und ihrer weiteren Gesellschaftsmitglieder mit der Ressource „Wissen“. Fach- und Erfahrungswissen sind Faktoren, die wesentlich zum Wohl und zur Entwicklung einer Gesellschaft beitragen. Das Konzept der Wissenskultur umfasst diejenigen Praktiken, Mechanismen und Prinzipien, die in den einzelnen Wissensgebieten darüber bestimmen, wie wir wissen, was wir wissen.
Die Wissenskultur umfasst im weitesten Sinne Erscheinungsformen menschlichen Daseins, welche auf bestimmten Wertvorstellungen und erlernten Verhaltensweisen im Umgang mit der Ressource „Wissen“ beruhen, die sich darüber hinaus in der diesbezüglichen dauerhaften Erzeugung und Erhaltung von Werten ausdrückt, und sie übt maßgeblichen Einfluss darauf aus, von welchem Geist (und von welchem Habitus) die Wissensproduktion in einem Wissensgebiet getragen ist und wie – also in welcher Situiertheit – eine Wissensproduktion zustande kommt. Die Wissenskultur beeinflusst, wie Wissenscommunities neues Wissen erarbeiten und adaptieren, welcher Kontext für soziale Interaktion (z. B. für Wissenskommunikation) vorherrscht, wie Arbeitsergebnisse der Wissensproduktion gedeutet werden und welche Bedeutung diesen beigemessen wird.

## Begriffsbestimmungen und nähere begriffliche Einordnung
Im Bereich der Wissenssoziologie bedeutet Wissenskultur je nach Definition bzw. Autor:
1. (natur-)wissenschaftliche Experimentalkulturen (Karin Knorr-Cetina)
2. ein Synonym für Wissensordnungen (Hans-Jörg Sandkühler)
3. ein Ergebnis bzw. Verfahren der „kommunikativen Konstruktion“ (Hubert Knoblauch)
4. soziologische Wissenskultur (Angelika Poferl, Reiner Keller): Das Konzept soziologischer Wissenskulturen zielt darauf ab, „zum einen sowohl den institutionell mehr oder minder stabilisierten diskursiven Strukturierungen als auch zum anderen den kontextuell situierten Erkenntnisorientierungen wissenschaftlichen Handeln“[2] nachzugehen. Soziologische Wissenskulturen werden demnach als Ausdruck der wissenschaftlichen Konstruktion von Wirklichkeit betrachtet. Poferl und Keller betonen den Handlungs- und Problemlösungsbezug von Wissenskulturen (auch jenseits der Wissenschaften).

## Abgrenzung
Der „soziologische Begriff der Wissenskultur“ verhält sich im Gegensatz zum Konzept der „organisatorischen Wissenskultur im Wissensmanagement“ nicht normativ, sondern deskriptiv. Es werden demnach keine Ratschläge an Betriebe und Firmen gegeben, sondern Wissensformen und -prozesse in sozialen Zusammenhängen beschrieben bzw. erforscht. Ebenso wenig handelt es sich um Alternativen zur lernpsychologischen Forschung zur Optimierung der Didaktik.

## Vertiefung
Unter anderem folgende Vertiefungsthemen können im Zusammenhang mit Wissenskultur von Belang sein:
- Legitimation
- Vergemeinschaftungen (Communities of Knowledge)
- Medialisierung und Informatisierung kommunikativen Handelns
- Objektivierung
- „Wissen in Aktion“ (Wissenskommunikation)
- Praxistheorie